# 中华路街道 (承德市)
中华路街道，是中华人民共和国河北省承德市双桥区下辖的一个乡镇级行政单位。

## 行政区划
中华路街道下辖以下地区：
南兴隆社区、竹林寺社区、迎水坝社区、大老虎沟社区、中华路社区和钟鼓楼社区。